# Alfabeto russo cursivo

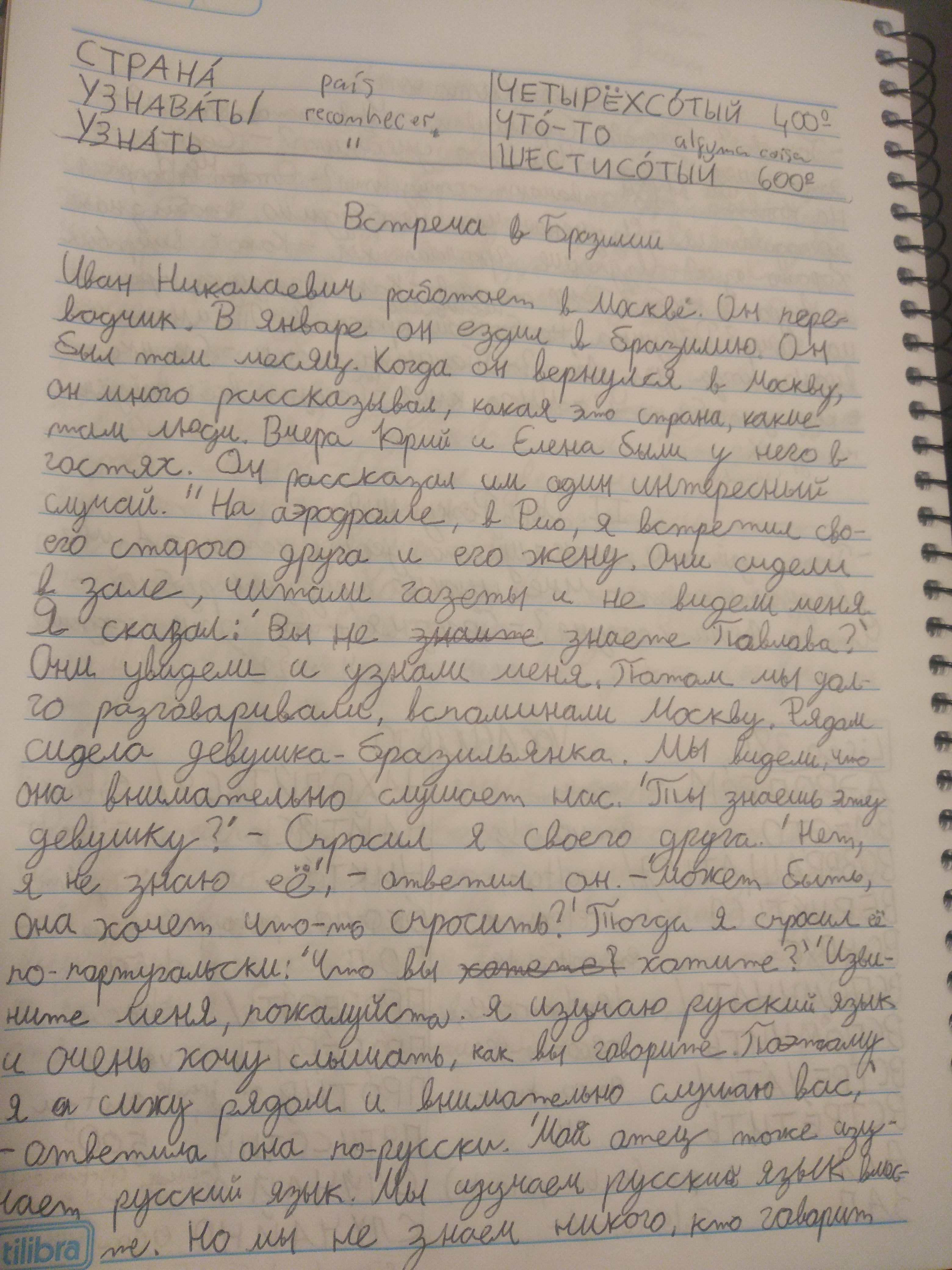
Texto em russo cursivo, com uma grafia mediana. O texto se chama Встреча в Бразилии (encontro no Brasil)

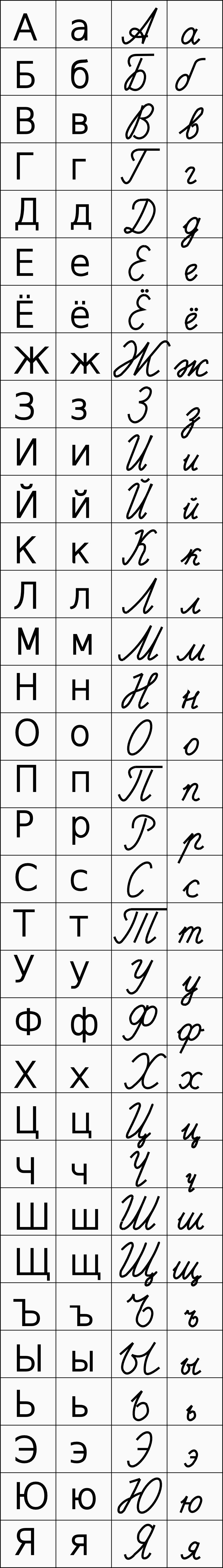
Alfabeto cirílico russo, impresso e cursivo

O alfabeto Cirílico cursivo é uma variante cursiva do alfabeto cirílico, utilizado na Bulgária, Rússia, Ucrânia, Sérvia, Macedônia do Norte, etc. Algumas das letras são parecidas com as letras do alfabeto latino, mas possuem sons diferentes quando pronunciados. Além disso, o itálico no alfabeto russo padrão é baseado no alfabeto russo cursivo (como a letra Т minúscula, que parece o m latino).
A maior parte dos manuscritos no idioma russo, em especial, hoje em dia, cartas pessoais e trabalhos escolares, utilizam o alfabeto cursivo, pelo fato de sua grafia ser mais rápida que o alfabeto "impresso", se aprendido corretamente. Nas escolas russas, a maior parte das crianças são ensinadas, desde as primeiras séries, a escrever utilizando-se deste método.

## História

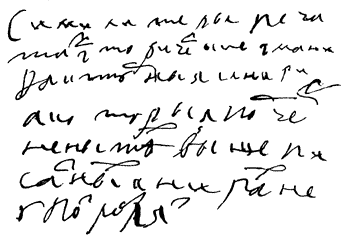
Bilhete no alfabeto russo cursivo, do czar Pedro I (transcrição)

A forma cursiva apareceu pela primeira vez no fim da Idade Média, substituindo a escrita ustav, ou "quadrada".

## Dificuldade
Algumas palavras em russo podem parecer difíceis para alguém que estuda o idioma devido à similaridade entre as letras  Ш, Щ, И, Л, М em cursivo.

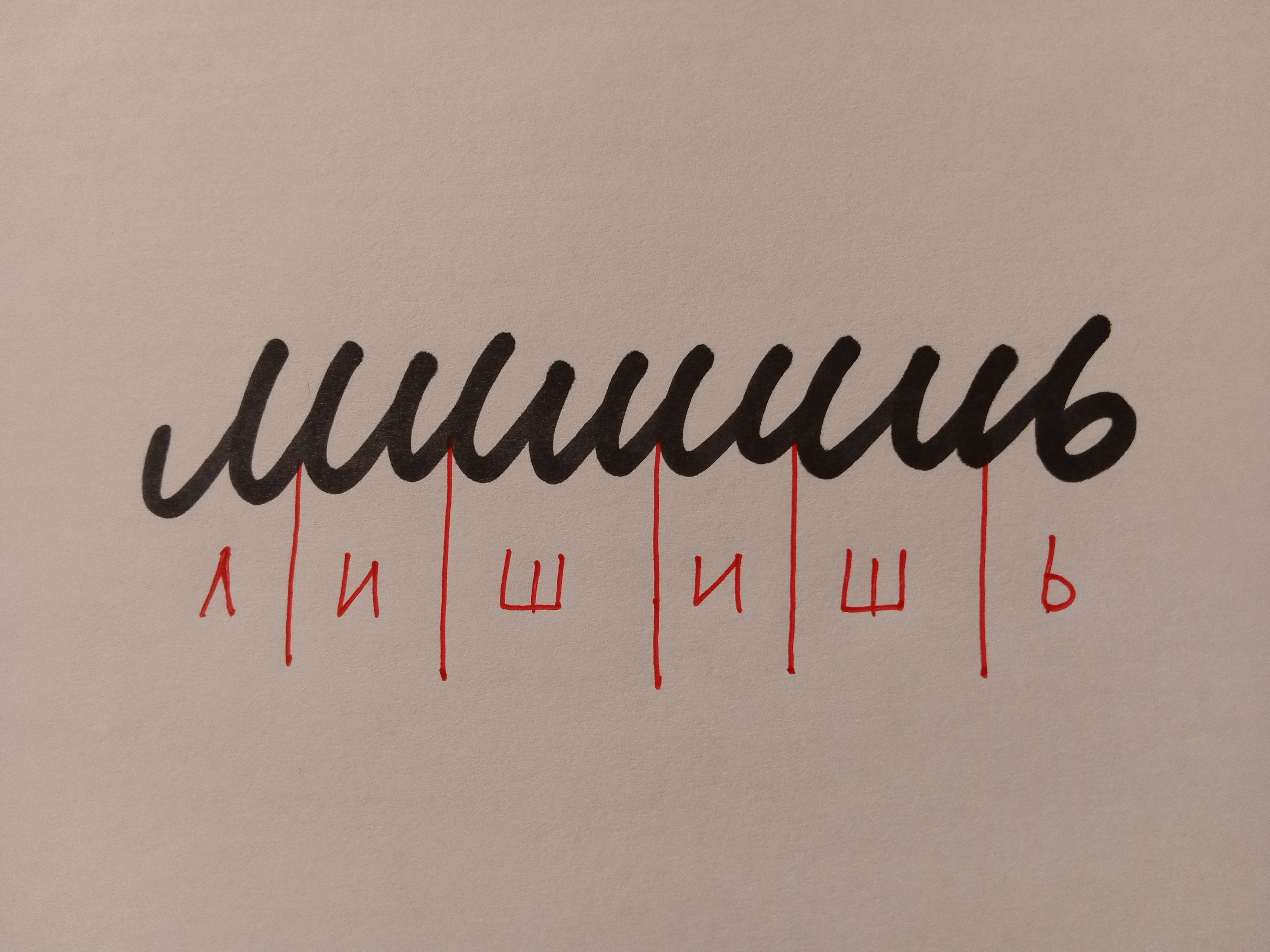
O verbo Лишишь. Em vermelho, uma decomposição da palavra.